# Platysmurus
Platysmurus is een geslacht van zangvogels uit de familie kraaien (Corvidae).

## Soorten
Het geslacht kent twee soorten:
- Platysmurus aterrimus  – Borneose zwarte gaai
- Platysmurus leucopterus  – Maleise zwarte gaai